# Radio Campus Paris
 (janvier 2015).
Radio Campus Paris est une radio associative étudiante parisienne créée en 1998 sous la forme d'une webradio, diffusant depuis 2004 ses programmes en alternance avec Vivre FM, sur le 93.9 FM à Paris et en région parisienne. Elle utilise aussi la technologie de la radio numérique terrestre sur Paris et sa banlieue proche depuis 2014.
Radio Campus Paris est membre du réseau Radio Campus France.

## Histoire
Radio Campus Paris est fondée en 1998 par trois étudiants de l’École des Mines avec pour volonté de créer un nouveau média alternatif pour tous les étudiants franciliens.
En 2003, la radio installe ses studios à la Maison des Initiatives Étudiantes, dans le 3e arrondissement. Radio Campus Paris émet alors 24h/24 en streaming sur Internet.
Le CSA lui attribue une demi-fréquence sur la bande FM parisienne le 23 septembre 2004, et Radio Campus Paris émet dès lors de 17h30 à 05h30 sur le 93.9 FM.
Depuis Juin 2014, Radio Campus Paris diffuse également en radio numérique terrestre sur le multiplexe 4 à Paris.
En juin 2018, la radio a fêté ses vingt ans avec une série de vingt émissions "hors-les murs" et de concerts dans différents lieux franciliens incluant le Point Ephémère, Petit Bain, la Gaité-Lyrique, l'Institut du monde arabe, etc.
En 2023, la radio célèbre son 25e anniversaire en organisant une série d'émissions "hors-les-murs", débutant par une soirée de lancement à Quartier Jeunes. Les célébrations se concluent par 25 heures de direct réparties sur 24 heures, dans cinq lieux différents en Île-de-France, profitant du passage à l'heure d'hiver.

## Fonctionnement
Radio Campus Paris est une association loi de 1901 gérée majoritairement par des étudiants.
Elle est structurée autour d'une équipe de salariés et de volontaires en service civique avec près de 300 membres actifs en 2018, en majorité étudiants et tous bénévoles : animateurs, chroniqueurs, réalisateurs, techniciens et administrateurs.
Liste des présidents :
- Depuis 2025 : Gabrielle Bayer
- 2024 - 2025 : Marie Leroy
- 2022 - 2024 : Simon Marry

- 2021 - 2022 : Eliott Janon
- 2020 - 2021 : Hugo Passard
- 2019 - 2020 : Elodie Hervier
- 2018 - 2019 : Thomas Guillot
- 2016 - 2018 : Fanny Catté
- 2015 - 2016 : Charlène Nouyoux
- 2013 - 2015 : Mélanie Péclat
- 2012 - 2013 : Félix Paties
- 2011 - 2012 : David Abittan
- 2009 - 2011 : Jean Baptiste Prevot
- 2008 - 2009 : Frédéric Bouceaumont
- 2006 - 2008 : François-Xavier Hautreux
- 2005 - 2006 : Matthieu Bellon
- 2004 - 2005 : Marc Chiapello
- 2001 - 2004 : Yong Chim
- 2000 - 2001 : Bruno Acloque
- 1998 - 2000 : Luc Déchamp

## Antenne
Radio Campus Paris s'affirme comme une radio généraliste alternative. Tout au long de l'année, elle propose une centaine d’émissions alternant informations, culture, humour, science, société, création sonore et mettant en avant de nombreux genres musicaux. L'année est aussi ponctuée de nombreuses émissions "hors-les-murs" où un studio mobile est délocalisé pour des émissions en direct de soirées concerts ou d'événements culturels.
Radio Campus Paris est un média local concerné par l’actualité francilienne. Elle investit l’ensemble du territoire d’Île-de-France et se positionne comme le porte-parole des initiatives citoyennes et culturelles dans la région.
Elle assure une mission d'éducation populaire en organisant des ateliers d'initiation radiophonique et de formation aux média auprès de plusieurs publics (scolaires, universitaires, primo-arrivants, quartiers prioritaires…), ainsi que de médiation culturelle via son pôle science.
Environ 50 000 personnes écoutent la station chaque jour, d'après une étude Médiamétrie de 2015. Les auditeurs atteignent le chiffre de 70 000 en 2018, selon un article du Monde.

## Activité
Du 28 avril au 6 mai 2017, Radio Campus Paris co-organisait la 4e édition du festival de création radiophonique et scénique, intitulé Brouillage.